# Jerry Hannan
Jerry Hannan, (São Francisco, California) é um cantor, compositor e ator irlandês-americano. Nascido no estado de California, filho de imigrantes irlandeses.

## Trajetória profissional
Em 2007, Jerry Hannan gravou a música "Society" escrita por ele e interpretada por Eddie Vedder do Pearl Jam para o filme "Into the Wild", do ator e diretor Sean Penn. A música "I thought I was you", escrita por Hannan, também está no filme. Em 2001 Hannan gravou uma música, chamada "Dadada" na trilha sonora do filme The Pledge (A Promessa), com Jack Nicholson e Robin Wright Penn. Também em 2001 Hannan atuou no filme Assassinato por Acidente, com Sarah Jessica Parker, Harry Connick Jr e Johnny Knoxville.

## Discografia
- Madly In Love With You
- The Pledge (Soundtrack) - A Promessa (Trilha sonora)
- Sounds Like A Story
- Into the Wild (Trilha sonora)
- Wild Card

## Filmografia
- Assassinato por Acidente